# Saint-Victor, Cantal
Saint-Victor är en kommun i departementet Cantal i regionen Auvergne-Rhône-Alpes i mitten av Frankrike. Kommunen ligger  i kantonen Laroquebrou som ligger i arrondissementet Aurillac. År 2022 hade Saint-Victor 96 invånare.

## Befolkningsutveckling
Antalet invånare i kommunen Saint-Victor
Referens:INSEE